# Drague à godets
Pour les articles homonymes, voir Drague et Godet (engin de génie civil).
 (septembre 2024).
Si vous disposez d'ouvrages ou d'articles de référence ou si vous connaissez des sites web de qualité traitant du thème abordé ici, merci de compléter l'article en donnant les références utiles à sa vérifiabilité et en les liant à la section « Notes et références ».

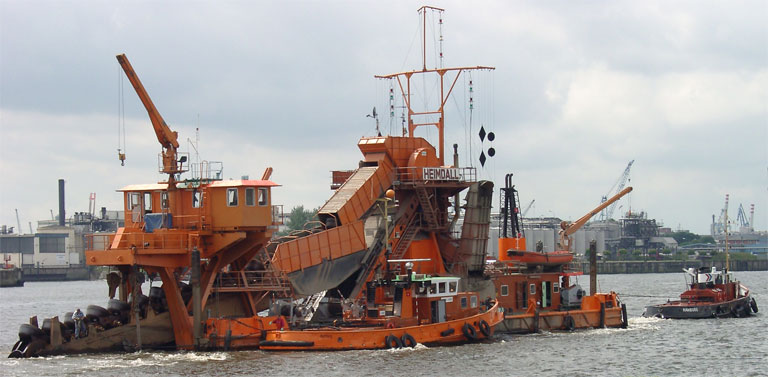
Une drague à godets dans le port de Hambourg.

Une drague à godets dite diper se présente sous forme d'un ponton (autonome ou non) sur lequel est gréée une pelleteuse de taille en général importante. Elle peut travailler avec des chalands ou remorqueur-pousseur.